# Зубцовский сельсовет (Загорский район)
Зубцовский сельсовет — упразднённая административно-территориальная единица, существовавшая на территории Московской губернии и Московской области до 1939 года.
Зубцовский сельсовет возник в первые годы советской власти. По данным 1918 года он входил в состав Сергиевской волости Дмитровского уезда Московской губернии.
13 октября 1919 года Сергиевская волость вошла в Сергиевский уезд. По данным 1922 года Зубцовский с/с в Сергиевской волости не значился.
В 1927 году Зубцовский с/с был восстановлен путём выделения из Куроедовского с/с.
В 1929 году Зубцовский с/с был отнесён к Сергиевскому (с 1930 — Загорскому) району Московского округа Московской области. При этом к нему был присоединён Куроедовский с/с.
17 июля 1939 года Зубцовский с/с был упразднён. При этом все его населённые пункты (Зубцово, Киримово, Куроедово, Лычёво, Спас-Торбеево и Шелково) вошли в состав Воздвиженского с/с.